# Polysyncraton fuscum
Polysyncraton fuscum är en sjöpungsart som beskrevs av Nott 1892. Polysyncraton fuscum ingår i släktet Polysyncraton och familjen Didemnidae. Inga underarter finns listade i Catalogue of Life.